# ハイザック
ハイザック (HIZACK / HI-ZACK) は、「ガンダムシリーズ」のうち宇宙世紀を舞台とする作品に登場する架空の兵器。有人操縦式の人型機動兵器「モビルスーツ（MS）」のひとつ。初出は、1985年に放送されたテレビアニメ『機動戦士Ζガンダム』。
作中の軍事勢力のひとつである地球連邦軍の量産機。第1作『機動戦士ガンダム』で連邦軍と敵対したジオン公国軍の主力量産機「ザクII」を参考に、連邦軍由来の技術も導入して開発されており、双方の特徴が見られる外観となっている。劇中では緑色と青の2種類を基調としたカラーリングで登場し、基本的に緑色は連邦軍の軍閥「ティターンズ」、青はそれ以外の連邦軍部隊に配備されている。
本記事では、アニメ本編やその他外伝作品などに登場するバリエーション機についても解説する。

## デザイン
永野護のデザインしたリック・ディアスとガルバルディβの出来に不満を持った制作会社やスポンサーにより、ガンダムMk-IIとともに登場が決まった。
大河原邦男による初期案を藤田一己がクリンナップした。『Ζガンダム』において藤田が最初にデザインしたMSで、「僕がデザインしていいんでしょうか？」と監督の富野由悠季に聞いたところ「よい」との返事でデザインしたが、何を描いていいのか分からず、恐る恐る提出したものが採用されてしまい、藤田はその出来にはかなり後悔しているという。
放送終了の後年、富野はインタビューで「そういえばハイザックはカッコ良かった」と、直接関係ないハイザックの名を挙げており、思い入れの強いMSなのだと記者が推測している。

## 設定解説
地球連邦軍が、ジオン公国軍の名機ザクとほぼ同じ基本コンセプトで、接収した公国軍の開発ノウハウをベースに作った量産型MS。連邦軍規格の各種部材が組み込まれており、一年戦争後に本格量産された初の機体でもある。
ザクの発展型というよりはザクにジムの設計を強引に組み合わせたハイブリッド機というべき機体とされる。具体的な開発ベースはアクト・ザクともザクII F2型とも言われている。
一年戦争後の連邦軍はその戦費などにより経済状況が芳しくなかったため、運用する機体は新規開発よりも既存機のマイナーチェンジを主流としていた。しかしながら、戦後もジオン軍残党による各所への攻撃は完全に収まらず、連邦軍は戦力不足でもそれらの掃討を行わざるを得なかった。MSの適正配備はU.C.0081年10月に「連邦軍再建計画」が可決されて以来の懸案となっていたが、U.C.0083年12月にティターンズが結成されると、MS開発は再び活発化することとなる。
こうした中で、連邦軍はアナハイム・エレクトロニクス（AE）社と共同で「ハイザック」の開発を行うことになった。U.C.0084年7月にロールアウト。翌年0085年にハイザックが制式採用され、ティターンズから優先的に配備されていった。
連邦が「ザク」を用いる理由はTR計画の一環である「MSの外観が敵味方に与える心理効果」の実証が背景にあり、「地球連邦軍がザクを使う」という事実はそれだけでジオン残党の士気に大きな影響を与えたという。
メインジェネレーターは連邦軍規格のものだが、動力系統は公国由来の流体パルス駆動と、連邦由来のフィールド・モーター駆動を併用する方式を採用している。しかし、この動力系統の混合からエネルギー経路のスペースは圧迫され、ビーム兵器のエネルギー供給用サプライケーブルは機体各部に露出することとなった。同時に、ビーム兵器のドライブは1基までに限定され、2つのビーム兵器を同時使用することはできなくなった。
コクピットには、AE社の後押しで同社製普及型全天周モニターつきリニアシート「JTS-17F」が導入された。
装甲材には当時の最新の部材が用いられており、機体の軽量化を実現した。同時に燃料積載量の増加も可能となった。バックパックにはMS-06Rに近似するタイプを採用。燃料の積載量やスラスター技術の発展もあり、無重力空間における機動性は向上した。こうして、ハイザックは生産性と操縦性の高さから連邦軍全体に主力機として配備された。

### 武装
120mmマシンガン（ザク・マシンガン改）
ストックを改良し、連邦軍規格のセンサーで命中精度が向上した。
ビーム・ライフル
後継機のマラサイと共用されるエネルギー・パック式の小型ビーム・ライフル（出力2.2MW）。
ヒート・ホーク
ザクのものに比べブレード部が大型化した。エネルギー消費率はビーム・サーベルより低いため、使用率は高い。
ビーム・サーベル
連邦軍製MSの使用する標準的なサーベルユニット。ビーム兵器を同時運用できない弊害から、ビーム・ライフルとビーム・サーベルは基本的に同時装備されることはない。
シールド
ザクと同じ右肩固定型。
オプション・シールド
腕部ラッチに接続される携行型のシールド。同じく左腕でシールドを保持する連邦系機体からの乗り換えに配慮した装備であり、所属を示す記章表示にも有効である。その裏面にはビーム・ライフル用の予備エネルギー・パックを2基格納できる。
3連装ミサイル・ポッド
オプションとしてリアスカートのビーム・サーベル用ホルダーに2基増設可能。先端部にセンサーを内蔵している。
大型メガ・ランチャー
遠距離射撃用として用意されているが、ジェネレーターの出力不足から2機がかりでの運用が基本となる。「Z」27話でサラ・ザビアロフが使用し、カラバから出発したシャトル(クワトロ大尉が搭乗していたが、直前でシャトルから離脱)を撃墜している。

### カラーリング
グリプス戦役では、地球連邦軍正規軍とその軍閥であるティターンズそれぞれで運用される。
青色（連邦正規軍、ティターンズ）
おもに連邦正規軍が使用。劇場版でも確認できるとおり、ティターンズのドゴス・ギアにも青色の機体が配備されている。
緑色（ティターンズ）
一般量産型のザクIIと同系色とすることで、掃討対象であるジオン軍残党への心理的効果を狙っている。また、演習時の仮想敵機として運用されることが多かったという理由もある。
ティターンズの別部隊カラー
テレビ版第39話冒頭でゼダンの門に配備されていた機体には後述のハイザック・カスタムと同色のものも登場。
ジオン共和国軍（ネオ・ジオン鹵獲機カラー）
ジオン共和国軍はグリプス戦役当時、ティターンズの傘下に置かれていたため、同軍配属機はティターンズのものと同色である。ダカール制圧の際にネオ・ジオンに接収された機体は、彼らによって本来の意味で使用されることになる。
ジオン共和国軍カラー（宇宙世紀0096年時）
小説版『機動戦士ガンダムUC』に登場。連邦軍の規定によって白無垢のカラーが制式となっており、ジオン・カラーに塗り替えることは一切禁止されている。
レジオン鹵獲仕様
雑誌企画『A.O.Z Re-Boot ガンダム・インレ-くろうさぎのみた夢-』に登場。火星のジオン残党組織「レジオン」が火星に逃げてきたティターンズ残党から鹵獲した機体。赤を基調とし（炎をイメージしており、それがレジオンのイメージカラーとなる）、胸部など一部を黒、動力パイプやインテークなどを白に塗り分けられている。

### 劇中での活躍
『機動戦士Ζガンダム』ではティターンズの主力機体として登場する。後に主力機の座はマラサイやバーザムに取って代わられるものの最後までグリプス戦役を戦った。名のあるパイロットでは、ジェリド・メサ、カクリコン・カクーラー、サラ・ザビアロフらが搭乗した。
ティターンズの傘下に置かれていたジオン共和国軍でも運用され、同軍所属機には頭部にブレードアンテナを装着した機体や、詳細不明のバズーカを装備した機体も登場する。
『機動戦士ガンダムΖΖ』でも、ネオ・ジオンに接収されたかティターンズ残党によって持ち込まれたのかは不明であるが、ネオ・ジオンに占領されたダカールに1シーンで本機が登場。サダラーンのそばに停泊したベースジャバー上でザクIIと並んで佇んでいる。45話のグレミーの反乱の際には、キャラの配下とグレミーの配下の両方にマラサイと共に確認できる。
小説版『UC』では、宇宙世紀0096年時点でジオン共和国軍の戦力として多数が運用されている。これは連邦軍の戦力としては既に旧式となり、また装備更新をし終えたことで大量に余った本機がジオン側に払下げられた経緯によるもの。半ば押し付けたものであり、作中でのジオン共和国の立場の弱さが窺い知れる機体となっている。OVA版には、ジオン共和国軍自体が登場しないため登場しない。
雑誌企画『A.O.Z Re-Boot』では、火星に流れ着いたティターンズ残党の機体を、火星のジオン残党組織「レジオン」が鹵獲し、自戦力として使用している。型式番号もレジオン独自のものに変更している。バックパックのバインダーを取り外してトライブレードに換装した機体のほか、脚部のスラスターを取り外して、バックパックをマラサイのものに変更した「軽装型」も開発・運用されている。
漫画『機動戦士ガンダムNT』では、コロニー・メーティスの防衛隊に複数機が配備されている。

### 設定の変遷
「リニアシート」を最初に採用したMSであり、シート後ろと下にモニターはないとする資料と、全天周囲モニターとする資料が存在する。『機動戦士Ζガンダム』オンエア当時の各メディアでは、「リニアシート」と「全天周囲モニター」ははっきり区別されておらず、ハイザックもそれに準じて解説されている。また、当初は連邦軍の開発したMSという設定であったが、雑誌企画『ADVANCE OF Ζ ティターンズの旗のもとに』ではAE社による開発とされている。しかし続編『A.O.Z Re-Boot』で試作段階では連邦軍が主体となって開発が始まり、量産化の過程でAE社が参加したと設定された。放映当時の設定では、ビーム・ライフルとビーム・サーベルの同時使用不可能な理由は「質量比の関係で装備不能」との説明で、ジェネレーターの出力不足は原因とされていない。ただし設定画にはハイザックのジェネレーター出力が低いため、ビーム・ライフルとビーム・サーベルの同時装備が出来ないと明記されている。

## 試作機・バリエーション

### ハイザック試作型
プラモデル『Ζガンダム No.17 1/144 MS-06M マリン・ハイザック』の説明書が初出。マリン・ハイザックはザク・マリンタイプの系列機であると同時に、RX-106の水陸両用型でもあるとされたが、これ以上の説明はなかった。
のちのウェブ企画『A.O.Z Re-Boot』において、藤岡建機によって前述の大河原邦男による初期稿をアレンジしたデザインの機体が「ハイザック試作型」（型式番号：RX-106）として設定された。排気ダクトが左胸だけにある左右非対称な胸部デザインが特徴で、コクピット・ブロックがある胸部中央部が突き出ているなど、後述のホビー・ハイザックに類似している。『A.O.Z Re-Boot』ではジムやザニーに見られる赤と白を基調としたカラーリングとなっている。
『A.O.Z Re-Boot』での設定では、連邦軍主導で開発され、AE社が開発に参加する前に完成した。量産を意図していなかったこともあり、高性能な機体であったとされる。

### アクト・ハイザック
スマートフォン用ゲーム『機動戦士ガンダム U.C. ENGAGE』に登場（型式番号：RMS-106AN）。CPU専用機でプレイヤーがユニットとして入手する事は不可能。
ニュータイプ研究所仕様。アクト・ザクや可変モビルアーマーとの連携のためにマグネット・コーティングがほどこされ、中身も刷新されたことから通常型と異なる型式番号が与えられている。おもに可変MAの支援用として実体弾主体の兵装を装備しており、一年戦争時にRX-78-2ガンダムが使用していたものの改良型であるブラッシュ社製のハイパー・バズーカを主兵装とする。ミサイル・ポッドは腰部から前腕部に移設、照準を合わせやすくより中距離支援に適しているとされる。原型機と比べて左肩アーマーが角ばったものになり、スパイクはなくなっている。また、バックパックの形状も異なる。左後頭部にはアンテナを追加。カラーリングは連邦軍仕様に近いが、上腕部など一部塗り分けが異なる。
劇中での活躍
「アムロシャアモード」のゲームパート「アッシマー強襲」で2機が登場。それぞれベースジャバーに乗り、アッシマー、アクト・ザク、通常仕様のハイザックとともに出撃。ガンダムMk-IIや百式と交戦し、撃破される。

### ハイザック・カスタム
アニメ『機動戦士Ζガンダム』に登場するティターンズの狙撃用MS。隠れハイザックとも呼ばれる。
ハイザックを改良し、遠距離狙撃用に特化した機体である。ジェネレーターをAE社製のものに換装し、高出力の狙撃用ビーム・ランチャーを運用可能となっている。モノアイも高精度のタイプに変更し、頭部排熱機構を伸長している。一部装甲材をガンダリウム合金に変更し、装甲厚も増加。右肩シールドは伸縮する。バックパックは大型のものに換装され、機動性も向上している。塗装は一般型よりやや淡く、ザクIIに近い色になっている。動力パイプは赤。小説『機動戦士ガンダムUC』ではジオン共和国に払い下げられ、ロールアウト時のグレー基調のままで運用されている。
劇中での活躍
TV版第39話では2機が登場。サイド2の13バンチ付近に潜伏し、エゥーゴのMS9機を狙撃・撃墜していたが、クワトロ・バジーナの搭乗する百式と交戦し、撃破されている。
劇場版『機動戦士ΖガンダムIII A New Translation -星の鼓動は愛-』では、目立った活躍はないものの、ゼダンの門周辺宙域をマラサイと共に警護している。
小説『機動戦士ガンダムUC』ではジオン共和国軍のギリガン・ユースタス大尉の愛機として登場。かつてネオ・ジオン軍が認めなかったハイザック系機体が、ジオン共和国の軍人に「ザクの直系」として誇られる状況となっている。
アニメ版『UC』には登場しないが、後日譚である脚本『獅子の帰還』では、ジオン共和国軍沿岸警備隊所属の機体が登場する。
本機の狙撃用ビーム・ランチャーは、のちのザンスカール帝国のモビルワーカー、サンドージュが同型のものを携行している。
ゲーム『ギレンの野望』シリーズ（『ジオンの系譜』以降）では、「連邦軍仕様」が登場。連邦正規軍のカラーである青に塗装されている。
デザイン
デザイナーの藤田一己は、設定画にお遊びで「対モデラー用MS」と書き加えている。実際、通常のハイザックとはディテールのみならずフォルムにも大きな差が見られ、キット改造にはそれなりのスキルが必要とされている。

### アイザック
アニメ『機動戦士ガンダムΖΖ』および『機動戦士ガンダムUC』に登場。
偵察用および早期警戒機として、ハイザックをベースに電子戦に特化させた機体。ミノフスキー粒子散布下ではレーダーが使用不能となるが、粒子が拡散すると効果が激減するため、ミノフスキー粒子濃度が低い区域でのレーダーによる警戒・索敵は十分有効となる。型式番号のRMS-119は、ルナツー製であることを示す。
偵察用のMSは、旧ジオン軍ではザク強行偵察型が開発されているが、連邦軍ではデッシュやフラットマウスといった、従来型の航空・航宙機の偵察機を多数保有していた。そのため、一年戦争期には連邦軍で偵察型MSは開発されていないが、戦後はMSのみで編成される部隊が一般的となり、保守整備の観点や防御力の優位性から、連邦軍でも偵察・早期警戒を目的としたMSの開発が計画される。当初はジム改をベースとしたEWACジムが開発されるものの、ミノフスキー粒子散布下での性能に難があり少数生産に終わるが、同機のバックパックは拡張性が高いハイザックのものを流用している。
本機のバックパック、および後頭部に位置する大型のロート・ドーム（レドーム）は、上記EWACジムのものと外観的に変わりはない。ただし、着脱可能であったロート・ドームは頭部と一体化されている。ロート・ドームはデッシュを参考にした従来の航空機のものと同様の構造で、毎分約6回転する。レーダーの走査域は上面194度であるため、全天を監視する際には2機が必要となる。ロート・ドーム下面には高高度からの光学撮影が可能な後方・対地監視用のモノアイ・レールが縦横に走っている。頭頂部にはオプティカル・センサーとともにアクティブ・レーザー・センサーが装備されており、ミノフスキー粒子散布下において原型機の倍以上の有効半径を誇る。股間部のグラウンド・センサー・アンテナは、地上では文字通り対地センサーとして機能するが、宇宙では頭部ブレード・アンテナの予備および複数の周波数帯を補完するリンケージ・システムとなる。収集したデータは、バックパックの指向性のディスク・アンテナより、母艦のCIC（戦闘指揮所）にリアルタイムで送信される。ミノフスキー粒子濃度が高い場合は、ロート・ドーム下部に4基装備されているデータ・ポッドに記録し、プロテクトを施して放出する。
単機での長距離移動任務が多いことから、バックパックに容量1,200ガロンのプロペラント・タンクを2基装備。両肩にはスパイクのない球状アーマーが装備されている。ほかにバリエーション機としてロート・ドームを大型化し、索敵能力を向上させた新型の頭部（モノアイ・レールが正面からロート・ドームの外周を走り、頭部が前方に張り出している）を装備したタイプや、左手を換装して装備する有線式の「山越えカメラ」と呼ばれる探査ユニット、「ドロイド・シーカー」と呼ばれる自律AI搭載の探査ポッドといったオプションも計画されていたという。
ネオ・ジオン軍のダカール侵攻の際、ティターンズ残党の手によってほかの機体とともにネオ・ジオンに譲渡されている。偵察用であることから、固定武装もなく戦闘には向いていないが、ハイザックの武装を使用可能である。
劇中での活躍
『ΖΖ』第30話では、部隊名通り青で塗装されたアフリカ解放戦線 (FLN) の「青の部隊」所属機が登場。FLN経由でネオ・ジオンから受領した機体で、同隊のエロ・メロエは本機を見て「スペースノイドは地球を何も分かっていない。このデカイ頭に何ができるんだ！」と憤慨したという。哨戒中にガルダーヤの町に向かうΖガンダムらを捕捉するが、直後の戦闘でベースジャバーに乗っているところをガンダムMk-IIに撃破される。第37話では、ネオ・ジオン軍のマシュマー・セロが指揮を執るエンドラIIの偵察部隊でブルー・グレーと濃紺に塗装された機体が複数運用されている。
小説・アニメ『機動戦士ガンダムUC』では、ライト・グレーに塗装された数機（アニメ版で確認できるのは1機）がザク・マシンガン改を携行し、「袖付き」の本拠地パラオの宙域を哨戒している。また、アニメ版では非武装の1機がネェル・アーガマのハイパー・メガ粒子砲の砲撃に巻き込まれ溶解する。なお、アニメ版では「袖」の装飾があるが、小説版の設定画ではそれがない。
小説版『UC』ではビスト財団当主の側近ガエル・チャンが搭乗する機体も登場（アニメ版と展開が異なる）。機体色はグレーで、ブースター・ベッドに乗り「袖付き」のガランシェールと合流する。その後、ラプラス残骸の宙域で高濃度のミノフスキー粒子を隠れ蓑にネェル・アーガマに接近するが、その動きをいち早く察知したバナージ・リンクスのユニコーンガンダムと交戦、直後にネェル・アーガマの対空砲火を浴びて撃破されるもガエルは直前に脱出し、ネェル・アーガマ内部に潜入している。同機はザク・マシンガン改のほかにビーム・サーベルも装備している。
漫画『機動戦士ガンダムUC MSV 楔』では、パラオでカサーケという名のパイロットが本機に搭乗している。
漫画『機動戦士ガンダム MSV-R ジョニー・ライデンの帰還』では、新生ネオ・ジオン軍所属機が登場。複座型になっており、コクピット・ブロックが大型化され、パイロットのほかにデータ収集担当が搭乗する。「茨の園」から発進するFSSの艦隊を観測し、味方の艦隊へ向けてデータ・ポッドを射出するが、直後に発見されMS隊に取り囲まれる。投降を促されるが、ザク・マシンガン改を発砲したため撃破される。なおシールドも装備しているが、十字のレリーフは外されている。
漫画『機動戦士ガンダムF91プリクエル』では、サナリィ所属の機体が登場。0120年代にフロンティア・サイド宙域でF91ヴァイタルのテストを記録する。しかしF91の機動性に付いていけず、のちのテストでは2機に増え、いずれも脚部はプロペラントタンクとスラスターが一体化されたシュツルム・ブースターに換装されている。また頭頂部のブレード・アンテナは廃され、両手にカメラ・ガンを携行する。頭部カメラはモノアイではなくゴーグル状に変更されている。
デザイン
かときすなを（現・カトキハジメ）による、ガンダムシリーズの映像作品で採用された最初のデザイン。新型頭部およびオプションのデザインは明貴美加。

### ホビー・ハイザック
アニメ映画『機動戦士ガンダム 逆襲のシャア』に登場するネオ・ジオン所属のMS。
用途廃止となったMSは民間に払い下げられ、一部のサイドや月面都市の市民自衛軍に配備されたり、武装の撤去や戦闘用OS、各種データの消去を施された上で、スポーツや個人の趣味用などに利用されるといった例が数多く見られた。本機体もその一種であるが、ロンド・ベルの本拠地であるサイド1コロニー「ロンデニオン」内で交渉中のシャア・アズナブルを、民間機を装いつつ陰ながら護衛を行うために用いられた。彩度の高い水色と白を用いた機体色が特徴で、民間機であることを周囲にアピールする目的で、意図的に派手なカラーリングが施されている。
本機の型式番号については、『逆襲のシャア』公開当時のムックや『ENTERTAINMENT BIBLE .3 機動戦士ガンダム MS大図鑑【PART.3 アクシズ戦争編】』には記載されておらず、「型式番号はない」と明記する資料も存在する中で、「RMS-116H」の記載は1998年8月発行の『データコレクション7 機動戦士ガンダム 逆襲のシャア』で確認でき、その後はメディアワークス（現・アスキー・メディアワークス）の『MS大全集』シリーズのカラーページなど、複数の比較的新しい資料に記載されていたが、2013年以降の『MS大全集』には記載されていない。グリプス戦役時代と同じ規則に従っている番号であれば「RMS-116」はルナツーで開発された機種ということになるが、ルナツーでの開発を記載した設定は存在しない。
外装は、多くの部分でRMS-106CS ハイザック・カスタムに近い特徴を備えている。
コクピット内部は、グリプス戦役当時のRMS-106標準のものでも、その他の機体で広く採用された普及型でもなく、ガンダムMk-IIなどで採用された比較的珍しいものとなっている。
劇中での活躍
第二次ネオ・ジオン抗争期にネオ・ジオンのパイロットでもあるギュネイが使用。サイド1のコロニー「ロンデニオン」内でクェス・パラヤを連れ去るシャアを救出している。また、クェスとギュネイが同乗してクェスの訓練機としても使用され、トンボ返りなどを披露している。ハイザックという機種のチョイスか、もしくはそのカラーリングを指しているのかは不明だが、目撃したMS愛好者からは好意的な評価を得ている。
第二次ネオ・ジオン抗争前の時代を描いた漫画『機動戦士ガンダム MSV-R ジョニー・ライデンの帰還』では、ゴップ自然公園のアトラクションの1つとして、本来の用途に供されている。
2023年7月からGUNDAM SIDE-F限定で販売されたプラモデル『HGUC ホビー・ハイザック（A.O.Z RE-BOOT版）』のボックスアートには、格納庫に駐機する2機が描かれている。
デザイン
デザインは出渕裕。胸部がボリュームアップされ、スラスターの数も増えているが、元のデザインのシルエットを崩さない程度のアレンジにとどまっている。

### マリン・ハイザック
アニメ『機動戦士Ζガンダム』に登場する地球連邦軍の水中用MS（型式番号：MS-06M）。外見はザク・マリンタイプの色違いで、ハイザックとの共通点はないが、設定上で関連性が語られている。
『A.O.Z Re-Boot』では頭部にゴーグルを装着した新規デザインの水中型ハイザックが登場し、これが「MS-06M マリン・ハイザック」だとされている。頭部デザイン以外の設定は公開されていなかったが、前述のRX-106と共に新たに設定された。

#### マリン・ハイザック（A.O.Z Re-Boot）
RX-106ハイザック試作型を水中型に改装した機体（型式番号:RX-106M/MS-06M）。ザク・マリンタイプや性能面で不安の残るアクア・ジムの後継機として開発されたが、連邦軍は水陸両用MSの開発に消極的であったため不採用となり、試作機が少数生産されたのみである。しかし、連邦軍の制式装備として、「マリン・ハイザック」はすでに登録されていたため、名称のみザク・マリンタイプの改良型に受け継がれたと設定された。
『A.O.Z Re-Boot』版マリン・ハイザックの外観はRX-106を踏襲するが、ゴーグルの形状や、左側の動力パイプがオミットされている点はザク・ダイバーと共通し、パックパックはジム・スループの発展型で、後のフォーミュラ計画にて開発されるF90Mとの関連を意図したものとなっている。
ティターンズ壊滅後、火星に逃れたティターンズ残党によって「レジオン」にもたらされ、貴重な水中戦力として量産されている。

#### アクア・ハイザック
雑誌企画『A.O.Z Re-Boot』に登場する水陸両用MS（型式番号:RMS-106M2）。
上記、RX-106Mマリン・ハイザックにアクア・ハンブラビIIを装着した形態。水中での活動にはアクア・ハンブラビIIの水中用ジェットパックなどが用いられるほか、各部にアクア・ハンブラビII由来のミサイルポッドが追加装備される。
グリプス戦争時にT3部隊により各種試験運用されていたが、完成前にティターンズが壊滅、開発データがアクア・ハンブラビと共にレジオンにもたらされ、マリン・ハイザックと共に運用されている。

### ハイザック先行量産型
雑誌企画『ADVANCE OF Ζ ティターンズの旗のもとに』に登場するティターンズの量産型MS（型式番号：YRMS-106）。
ジオン軍残党の壊滅とエゥーゴの活動を阻止するためティターンズでは組織の拡大が行われることとなり、それに伴い更なるMSの配備を余儀なくされた。そのため既に導入がほぼ決定していた地球連邦軍に続き、ティターンズでも正式採用に向けた評価試験を行うこととなった。しかし、かつての敵ジオンの主力機ザクの意匠を残したハイザックはパイロットには不評であった。また、ティターンズはAE社を完全に信用してはいなかったため、コクピットは全天周モニターではない旧システムのコクピットを採用している。
本機は先行量産型ということもあり後に正式採用されたタイプとは各部が微妙に異なる。カラーリングは紺色と黒を基調に一部黄色を配している。肩口から前腕部に繋がる動力パイプは露出していないが、大腿部から脚部スラスターユニットに繋がった動力パイプは露出している。脚部スラスターユニットは補助推進システムとしての位置づけであり、目的に応じて着脱可能となっている。量産型にみられる脚部およびバックパックの偏向板は設置されていない。また、バックパックの放熱板は下方に向けられて設置されている。
T3部隊においてはビーム・ライフルの実戦データの収集が行われた。すでに出力不足の問題が明らかになっていたことから、ガンダムTR-1［ヘイズル］と同タイプのEパックを装備したプロトタイプがテストされ、そのためのEパックホルダーを前腕部ラッチに装備する。
テスト結果を基に若干の改良を施し、本機はハイザックとして正式採用されることとなった。
なお、「月刊OUT」誌上での雑誌企画『Ζ WORLD』のVol.1（1985年8月号に掲載）には、同じく「YRMS-106」の型式番号を持つハイザックのプロトタイプが登場している。なお、こちらのYRMS-106はバックパックに放熱板を持たないほか、前腕部の形状も量産型のハイザックとは異なっている。

#### バイザックTR-2［ビグウィグ］
ハイザック先行量産型とビーム・キャノン・ユニットBL-85Xを組み合わせた機体。YRMS-106とBL-85Xが合わさった形でTR-2の型式が与えられた。
T3部隊がテストした機体である。MSが携帯可能な長射程のビーム・キャノンとそれを輸送する推進器やオペレーションシステムなど組み合わせた機体である。
大型火砲を運用し、巨大な機体を運用するシステム全体の実用試験のために開発された機体で、コアのハイザックは右肩部シールドと左肩アーマーのスパイクがオミットされている。ジェネレーターとしてハイザックのものが一部胸部パーツごと背面ユニットに使用されているため、“バイ”ザック（BY-ZACK）の名称で呼称される。
移動ビーム砲台としての機能を追求したことから機動性が犠牲になっており、随伴機による防衛が必要となる。また、コアのジェネレーターとビーム・キャノンが右胸部で直結されているため、緊急時には胸部パーツを破損しなければ切り離しができないという欠点を抱えている。この機体のデータを基に、ハイザック用の強化型ビーム・キャノン「メガ・ランチャー」が開発された。ビーム・キャノン部を折りたたみ、移動形態への移行も可能となっている。

#### ハイザック・ブラックヘアーズ特殊任務仕様
HI-ZACK [Black Hares]
ウェブ企画『A.O.Z Re-Boot』の「Special issue」に登場（型式番号：YRMS-106）。
ティターンズの秘密特殊部隊「ブラックヘアーズ」に配備された先行量産型ハイザック。頭部にバイザーを装着、胸部に装甲を増設、左肩アーマーにコンバット・ナイフを装備する。また、ザク・マシンガン改の銃身下部にはグレネード・ランチャーらしきものが追加されている。部隊カラーである漆黒を基調に、一部が白で塗り分けられている。

### ハイザック・キャノン
雑誌企画『ADVANCE OF Ζ ティターンズの旗のもとに』に登場するティターンズの試作型中距離支援用MS（型式番号：RMS-106C）。
地球連邦軍、ティターンズに制式採用されることとなったハイザックはジェネレーター出力の低さから複数のビーム兵器を併用できないという問題を抱えていた。もともとハイザックはユニット換装によりほぼ無改造で様々な運用をすることができるように設計されており、そこで通常のバックパックを火力増強を目的として開発されたキャノン・パックに換装することとなった。この機体を「ハイザック・キャノン」と呼ぶ。
このキャノン・パックは先にジム・スナイパーIIIに装着されてテストされていたもので、ジム・キャノンと同型の240mmキャノン砲を装備する（ただしジム・キャノンに装備されたキャノン砲の口径は360mmとされている）。このキャノン砲はマガジン式となっており、予備マガジンをバックパックのラッチに装着することができる。マガジンには垂直懸架式と水平装着式の2つのタイプが存在し、弾頭も数種類が用意され、作戦に応じて使い分けることが可能となっている。また、240mmキャノン砲をガトリング・スマッシャーに換装することも可能である。
胸部には試験的にコクピット周辺のみを覆うタイプの追加装甲が装備され、着脱可能となっている。これらのオプションは汎用規格のためガルバルディβやマラサイにも装着が可能である。腰部ラッチにはハイザックでオプションとして用意されていた3連装ミサイルポッドを2基接続するが、本機では火力増強のため標準装備となっている。携行火器としてはジム・コマンドやジム改と同型のブルパップマシンガンを装備した機体が確認されている。
マラサイなどジェネレーター出力を強化しビーム兵器を併用できる機体が登場したことにより量産化には至らなかったが、試作機は有用性を認められ後方支援用として実戦に参加している。

### ハイザック［ケラウノス所属機］
雑誌企画『ADVANCE OF Ζ 刻に抗いし者』に登場する反ティターンズ組織「ケラウノス」所属のMS。
通常型との大きな違いとしては胸部ダクトを廃し、冷却機を取り付けたことにより、作戦活動時間が延長している。右肩もスパイクアーマーに換装されている。武装として専用の155mmマシンガンランチャーを携行している。

#### ハイザック［アイリス］
ティターンズとの交戦で破壊されたケラウノス所属機の頭部を、正規品がなかったために素性不明の試作品に変更した機体。光学系装備が強化されている。頭部以外の変更は行なわれていない。「アイリス」の名称は頭部のユニット名から取られている。

#### ハイザック［エピデンドルム］
U.C.0087年に［アイリス］の頭部を換装した機体。正面とサイドのカメラ部がモノアイからジム系の物になっており、［アイリス］よりさらにセンサーが強化されている。名称は［アイリス］と同様に頭部ユニットの名から取られている。

### ハイザック［ヴァナルガンド］
HI-ZACK [VANARGAND]
雑誌企画『ADVANCE OF Ζ 刻に抗いし者』に登場（型式番号：RX-106E / RMS-106E）。「ヴァナルガンド」は北欧神話における神をも喰らう巨大狼に由来するが（「灰狼」の意とも）、『A.O.Z. Re-Boot』では試作1号機に付けられた愛称であり、機体名称は「プロトハイザック飛行型 (PROTO HI-ZACK with Flight Unit)」であるとされた。
ティターンズ主導のもと、ハイザック試作型をベースにオークランド研究所で開発される。大推力のスラスターとプロペラントタンクによって、短時間ながら空中での移動および滞空が可能であるが、パイロットにかかる負担が大きいため実質的に強化人間専用機となっている。随所にティターンズが独自開発した、特にガンダムTR-1［アドバンスド・ヘイズル］でつちかわれた技術が反映されており、強化型ハイザックあるいは［アドバンスド・ハイザック］とも呼べるとされる。バックパックは［ヘイズル］と同型のものに換装され、［アドバンスド・ヘイズル］系の頭部ブレード・アンテナ、ゴーグル、ソール・ブースターを装備。腰部側面と背面のスカートを除去し、大腿部後部にスラスター、背骨に相当するフレームにはウィング状のバインダーが増設されており、一部はバーザムにもフィードバックされている。バックパックのマルチ・コネクター・ポッドに装着されたフレキシブル・ブースターは［ヘイズル2号機］のトライ・ブースターと同系統であり、フレームと接続して自由な可動域を確保している。操縦のサポートのために準サイコミュも搭載され思考による機体制御も可能となっており、同技術は後発の機体にも用いられている。主兵装として、［ヘイズル］のビーム・ライフルをベースに連射用バレルと延長ストックを取り付けた長銃身型ビーム・ライフルを装備、バレル下部にはハイパー・バズーカを取り付けることも可能。シールドは外縁部に打突用の突起が取り付けられ、予備のEパック4基がマウントされる。
試作1号機は強化人間であるロスヴァイセのために用意され、0086年7月にティターンズのヘビィ・フォーク級陸上戦艦「ニコシア」に配備される。地上用であるため、ロスヴァイセが宇宙へ上がる際にオークランド研に返還された。カラーリングは濃紺の「ティターンズ・カラー」を基調とする。

#### ハイザック・イカロス・ユニット試作プラン
HI-ZACK with FLYING UNIT "ICARUS" PROTOTYPE
『A.O.Z. Re-Boot』に登場。プロトハイザック飛行型の空戦能力をさらに向上させるための追加装備を装着した状態。ガンダムTR-1［ヘイズル改］による運用試験がおこなわれたのちに生産されたユニットが、陸上実戦部隊に配備される。両肩と腰部の前後に3基の飛行用ユニットを装備し、大推力によって大気圏内飛行を可能とする。さらにフレキシブル・ブースターが翼として稼働することで、高い機動性を発揮する。その性能はパイロットが強化人間であっても、余命にすら影響をおよぼすほどの肉体的な負荷が掛かる。飛行用ユニットは、被弾時やプロペラント消費時にデッドウェイトを避けるためパージが可能となっている。

#### ハイザック飛行型
HI-ZACK with Flight Unit
漫画『A.O.Z Re-Boot ガンダム・インレ-くろうさぎのみた夢-』に登場（型式番号：ARZ-106E）。ティターンズのトリスタン船長の手引きによってプロトハイザック飛行型のデータが火星にもちこまれ、レジオンに採用されて量産が進められる。カラーリングは赤を基調とする。
0091年10月の反乱軍による「輝ける星」作戦の際に、強化人間部隊である「新生PG部隊」が搭乗し、オリンポス山火口基地で蜂起したもうひとつのジオン残党「ジオンマーズ」のチェスターJr.部隊鎮圧の任に就くが、奪取されたサイコガンダムMk-IIによって次々に撃破される。

##### アドバンスド・ハイザック
ADVANCED HI-ZACK
『A.O.Z Re-Boot』に登場（型式番号：RMS-106）。グリプス戦役時にエゥーゴの高性能MSに対抗するため、TR計画による高性能化（アドバンス化）改修がほどこされた機体で、ハイザック飛行型のベース機としても使用される。頭部センサーの強化、胸部の増加装甲、腰部や臀部、脚部へのスラスター追加などがアドバンス化による変更点として挙げられる。外観は飛行型に近いが、左肩アーマーがハイザック・カスタム、右肩シールドがマラサイのものになっており、［ヘイズル］と同型のバックパックを装備する。また、左腕部にシールド・ブースターを装備するためのコネクターが設けられている。武装はマラサイのビーム・ライフルをベースとする改良型を携行する。カラーリングはブラックヘアーズ仕様の漆黒を基調とするものが確認できる。

### グラン－ザック
GRAN-ZACK
雑誌企画『A.O.Z Re-Boot ガンダム・インレ-くろうさぎのみた夢-』に登場するMS（型式番号：ARZ-106GZk）。「グランザク」とも呼ばれる。
ジオン軍残党組織「レジオン」が鹵獲したハイザックに、グラン－マラサイと同型のホバリングスカートユニット「グランユニット」を装着したもの。
作中では、レジオン支配下の移民都市「サイドA」でテロを発生させたティターンズ残党の鎮圧や、アルカディア平原の大工業プラントを襲撃したジオンマーズ部隊の迎撃に用いられている。

### ローザック
LOW-ZACK
雑誌企画『A.O.Z Re-Boot ガンダム・インレ-くろうさぎのみた夢-』に登場する作業用MS（型式番号：ARZ-106）。
ジオン軍残党組織「レジオン」が鹵獲し運用しているハイザックの中で、老朽化して戦闘に運用できなくなった機体を作業用に改修・転用したもの。武装などは撤去され、その代わりにバックパックとして装備される汎用モビルバケットや携行型のスコップといった各種の作業用装備を有している。かつての一般作業用ザクなどと同様に現地改修によって製作されているため、一つとして同一仕様の機体は存在しない。作中に登場する機体はパイプラインの保守作業に従事していた。
また、「モデルグラフィックス」2000年12月号にも同名の機体（型式番号：RMS-006）の模型作例が掲載されているが、こちらは連邦軍が開発したハイザックの試作機とされている。

### リビルドハイザック
漫画『機動戦士ガンダムF91プリクエル』に登場。サナリィが運用する機体で、名称はメカニックの間で呼ばれているものである（「リビザック」と短縮も）。
頭頂部にサブカメラが追加され、動力パイプの外装が外されている以外は原型機と外観上の違いはないが、ジェネレーターの交換、フレームの補強、CPUの交換がおこなわれてジェガン並みの性能にチューンアップされている。サナリィがアグレッサー機としてAE社のジェガンを使うのは角が立つため、替わって運用される。0123年3月16日、次期主力MSコンペに参加するF91ヴァイタルを搭載したクラップ級「ラフィン・ブル」に随伴する練習艦スペース・アークに3機が搭載される。

### ハイザック（Define版）
漫画『機動戦士Ζガンダム Define』では、腕部と胴体を繋ぐ動力パイプを排除したアレンジが加わり、またジェリド・メサ搭乗機（ジェリドカスタム）は右肩もスパイクアーマーになっている。

### G・ザック
雑誌上のパロディ企画『機動戦士Oガンダム 光のニュータイプ』に登場するMS。名称は「グランド・ザック」と読む。
ハイザックの重武装強攻型として開発された機体で、背部に装備された大型アタッチメント・パックによって、宇宙空間ではハイザックの1.5倍の機動性を発揮できる。その安定した性能を評価され、新生エゥーゴやスーパー・ジオンの主力機となっており、スーパー・ジオンに所属するアルテイシア少佐も一時搭乗するとされていた。